# Zöld keresztespók
A zöld keresztespók (Araniella cucurbitina) Eurázsiában és Észak-Amerikában honos pókfaj. 

## Megjelenése
A zöld keresztespók hímje 3,5-4,5 mm, a nőstény 4,5-9,5 mm hosszú. A hím karcsúbb és lábai hosszabbak. Potroha világoszöld vagy sárgászöld, 2-2 felső és 1-4 oldalsó fekete ponttal. Néha világos mintázat látható rajta. A fejtor sárgászöld vagy vörösbarna. Lábaik barnák vagy barnászöldek, a hímek esetében kifejezetten gyűrűzöttek, a csípő világosabb. A potroh alsó oldalának végén a szövőszemölcsöknél vörös folt található.  
A frissen kikelt pókok vörösek, őszre bebarnulnak. Tavasszal zöldre vált a színük. 

### Hasonló fajok
Az ötpontos tökkeresztespók nagyon hasonlít rá.

## Elterjedése és életmódja
Egész Eurázsiában megtalálható, illetve helyenként előfordul Észak-Amerikában is, ahová valószínűleg behurcolták. Magyarországon általánosan elterjedt, gyakori pókfaj.
Az alacsony fekvésű nyílt vagy erdős élőhelyeket kedveli. Tölgyesekben a leggyakoribb, de erdőszéleken, parkokban és kertekben is megtalálható.
Hálója kicsi, kb. 10 cm széles, 20-30 sugárral. Fákon, bokrokon, kórókon feszítik ki 1-2 méteres magasságban. A pók a hálója alsó felén ül, hassal felfelé, hogy a levelek elrejtsék. Lakóhálóját többnyire egy enyhén meghajtott levél felső részére szövi. Különféle kis repülő rovarokra vadászik. 
Az ivarérett hímek párzáskor felkeresik a nőstények hálóját, majd türelmesen várnak amíg a nőstény hajlandó a párzásra. A nőstény petéit 1-3 fehéres vagy sárgás kokonba rakja le.
Kifejlett egyedeivel többnyire májustól augusztus végéig találkozhatunk.
Magyarországon nem védett.

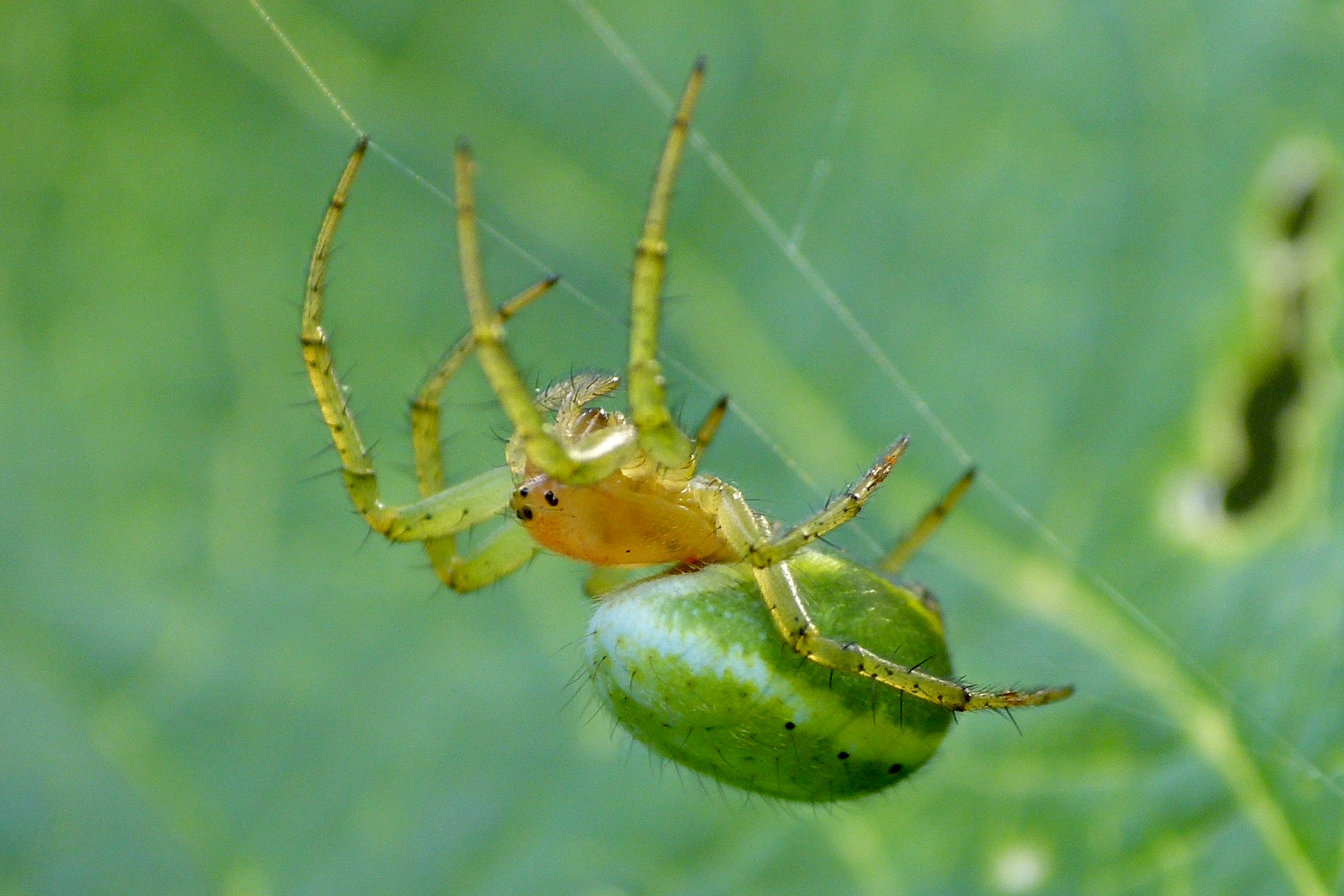
Zöld keresztespók
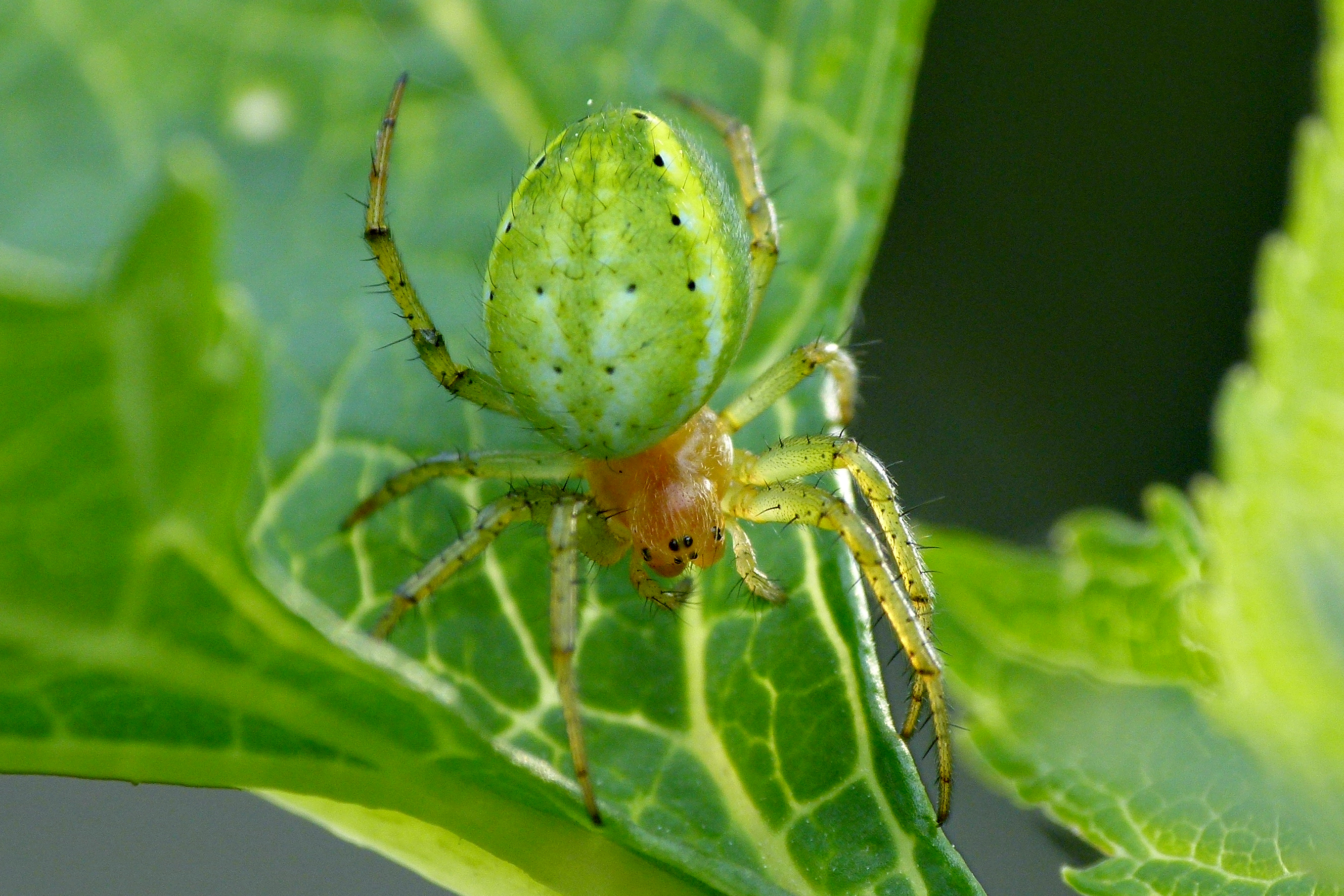
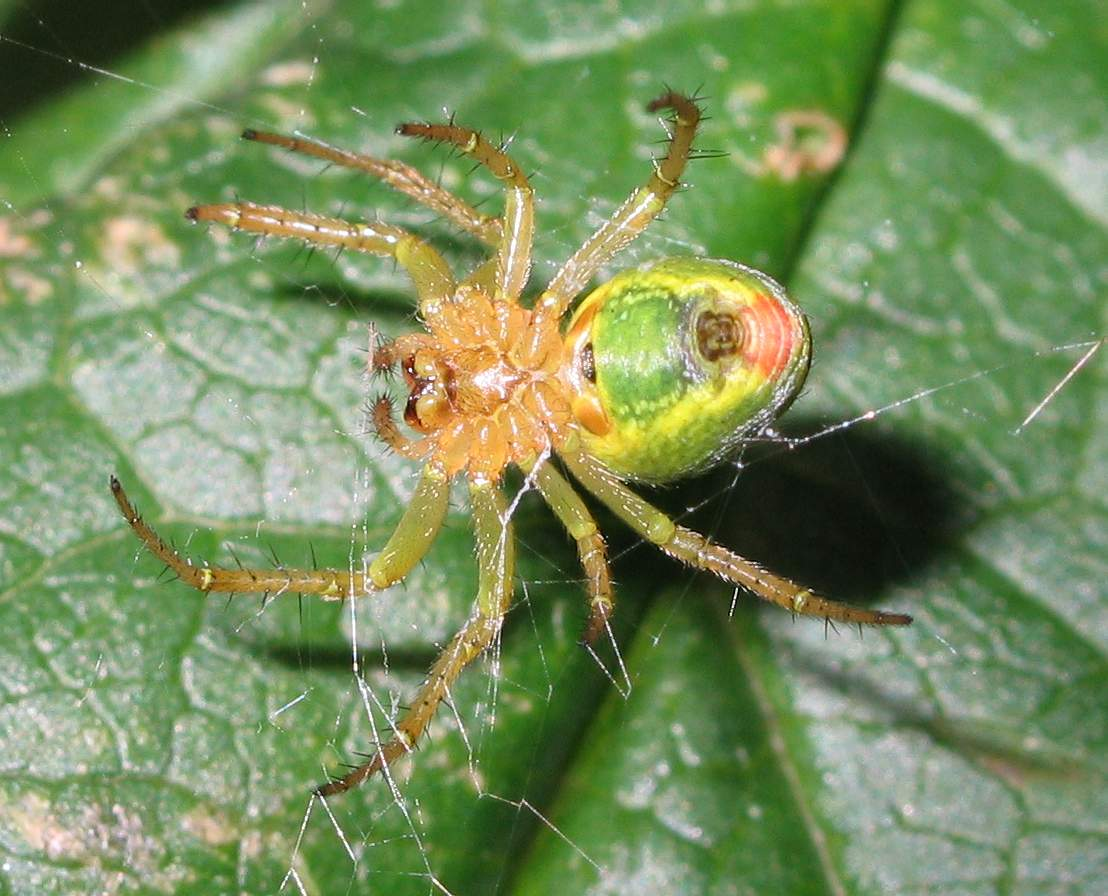
Alulról
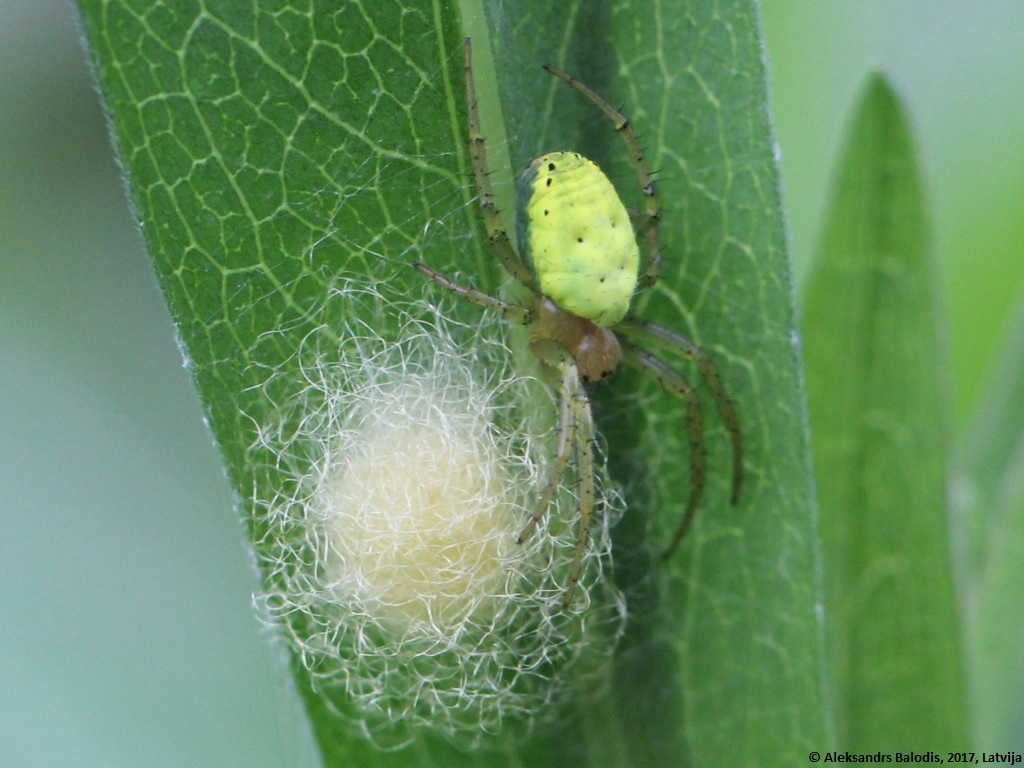
Nőstény és kokonja
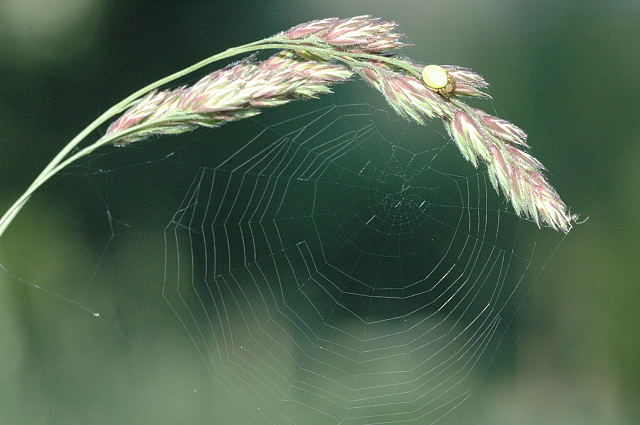
Hálója
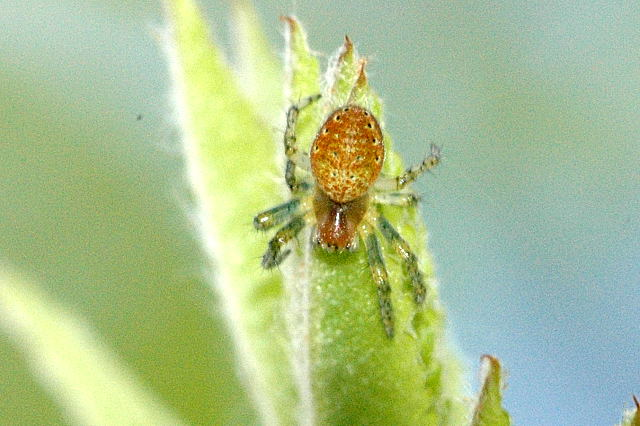
Fiatal példány